# Maud Chaworth
Pour les articles homonymes, voir Chaworth.
Maud (de) Chaworth (2 février 1282 – avant le 3 décembre 1322) est une femme de la noblesse anglaise.

## Biographie
Née le 2 février 1282, Maud Chaworth est le seul enfant de Patrick II de Chaworth et d'Isabelle de Beauchamp, fille de Guillaume de Beauchamp, 9e comte de Warwick. Son père meurt prématurément peu avant le 7 juillet 1283, faisant de Maud l'héritière de ses vastes possessions. Elle acquiert ainsi de riches domaines, notamment les châteaux de Kidwelly et d'Ogmore dans les Marches galloises, ainsi que de nombreuses autres propriétés réparties dans le Carmarthenshire, le Glamorgan, le Hampshire et le Wiltshire. Son statut suscite l'attention du roi Édouard Ier d'Angleterre, qui confie la garde de Maud Chaworth à son épouse Éléonore de Castille et celle de ses possessions à son oncle Guillaume de Valence, 1er comte de Pembroke. Le 30 décembre 1292, Édouard Ier accorde à son frère Edmond de Lancastre, 1er comte de Lancastre, le droit de disposer du mariage de Maud Chaworth.
Avant le 2 mars 1297, Maud Chaworth épouse Henri de Lancastre,, le deuxième fils de son tuteur. Son mariage avec le neveu d'Édouard Ier lui permet d'étendre ses possessions dans les Marches galloises, puisque son époux détient les châteaux de Grosmont, de Skenfrith et le Château Blanc dans le Monmouthshire, qui constituent les fameux Trois Châteaux. Après la mort de sa mère Isabelle de Beauchamp en mai 1306, Maud hérite des biens que celle-ci détenait en douaire. Le reste de son existence demeure largement inconnu et on ignore même la date de son décès, qui survient entre le 4 août 1320 et le 3 décembre 1322. Maud Chaworth est inhumée à l'abbaye de Mottisfont dans le Hampshire. Étant décédée bien avant que son époux Henri de Lancastre n'hérite des titres et possessions de son frère aîné Thomas, elle n'a jamais été titrée comtesse de Lancastre et de Leicester.

## Descendance
De son mariage avec Henri de Lancastre, Maud Chaworth a sept enfants :
- Blanche de Lancastre (vers 1305 – avant le 12 juillet 1380), épouse Thomas Wake, 2e baron Wake de Liddell ;
- Isabelle de Lancastre (vers 1307 – avant le 3 février 1349), abbesse d'Amesbury[4] ;
- Henri de Grosmont (vers 1310 – 23 mars 1361), 1er duc de Lancastre, 4e comte de Lancastre et de Leicester, 1er comte de Derby, 1er comte de Lincoln, épouse Isabelle de Beaumont[5] ;
- Maud de Lancastre (vers 1310 – 5 mai 1377), épouse en premières noces Guillaume de Bourg, comte d'Ulster, puis en secondes noces Ralph d'Ufford[6] ;
- Jeanne de Lancastre (vers 1312 – 7 juillet 1349), épouse John de Mowbray, 3e baron Mowbray ;
- Éléonore de Lancastre (vers 1318 – 11 janvier 1372), épouse en premières noces Jean de Beaumont, 2e baron Beaumont, puis en secondes noces Richard FitzAlan, 3e comte d'Arundel ;
- Marie de Lancastre (vers 1320 – 1er septembre 1362), épouse Henry de Percy, 3e baron Percy.